# Tannerre-en-Puisaye
Tannerre-en-Puisaye és un municipi francès, situat al departament del Yonne i a la regió de Borgonya - Franc Comtat. L'any 2007 tenia 322 habitants.

## Demografia

### Població
El 2007 la població de fet de Tannerre-en-Puisaye era de 322 persones. Hi havia 143 famílies, de les quals 53 eren unipersonals (33 homes vivint sols i 20 dones vivint soles), 49 parelles sense fills, 37 parelles amb fills i 4 famílies monoparentals amb fills.
La població ha evolucionat segons el següent gràfic:
Habitants censats

### Habitatges
El 2007 hi havia 253 habitatges, 146 eren l'habitatge principal de la família, 94 eren segones residències i 13 estaven desocupats. 244 eren cases i 3 eren apartaments. Dels 146 habitatges principals, 121 estaven ocupats pels seus propietaris, 12 estaven llogats i ocupats pels llogaters i 12 estaven cedits a títol gratuït; 5 tenien dues cambres, 35 en tenien tres, 42 en tenien quatre i 64 en tenien cinc o més. 95 habitatges disposaven pel capbaix d'una plaça de pàrquing. A 74 habitatges hi havia un automòbil i a 53 n'hi havia dos o més.

### Piràmide de població
La piràmide de població per edats i sexe el 2009 era:
| Homes | Edats   | Dones |
| ----- | ------- | ----- |
| 0     | 95 o +  | 0     |
| 4     | 90 a 94 | 0     |
| 4     | 85 a 89 | 0     |
| 4     | 80 a 84 | 0     |
| 12    | 75 a 79 | 4     |
| 20    | 70 a 74 | 16    |
| 8     | 65 a 69 | 28    |
| 8     | 60 a 64 | 8     |
| 0     | 55 a 59 | 0     |
| 8     | 50 a 54 | 8     |
| 20    | 45 a 49 | 8     |
| 8     | 40 a 44 | 4     |
| 4     | 35 a 39 | 8     |
| 8     | 30 a 34 | 8     |
| 8     | 25 a 29 | 8     |
| 0     | 20 a 24 | 8     |
| 16    | 15 a 19 | 0     |
| 8     | 10 a 14 | 4     |
| 4     | 5 a 9   | 0     |
| 0     | 0 a 4   | 4     |

## Economia
El 2007 la població en edat de treballar era de 185 persones, 126 eren actives i 59 eren inactives. De les 126 persones actives 113 estaven ocupades (65 homes i 48 dones) i 13 estaven aturades (5 homes i 8 dones). De les 59 persones inactives 27 estaven jubilades, 9 estaven estudiant i 23 estaven classificades com a «altres inactius».

### Ingressos
El 2009 a Tannerre-en-Puisaye hi havia 140 unitats fiscals que integraven 300 persones, la mediana anual d'ingressos fiscals per persona era de 16.106 €.

### Activitats econòmiques
Dels 11 establiments que hi havia el 2007, 1 era d'una empresa alimentària, 3 d'empreses de construcció, 2 d'empreses de comerç i reparació d'automòbils, 1 d'una empresa d'hostatgeria i restauració, 1 d'una empresa immobiliària, 2 d'empreses de serveis i 1 d'una empresa classificada com a «altres activitats de serveis».
Dels 6 establiments de servei als particulars que hi havia el 2009, 1 era un taller de reparació d'automòbils i de material agrícola, 1 paleta, 1 guixaire pintor, 1 lampisteria, 1 restaurant i 1 agència immobiliària.
L'any 2000 a Tannerre-en-Puisaye hi havia 18 explotacions agrícoles que ocupaven un total de 1.584 hectàrees.

## Poblacions més properes
El següent diagrama mostra les poblacions més properes.